# 송남초등학교 (경남)
송남초등학교는 대한민국 경상남도 남해군 미조면 송정리 1175-4에 있었던 공립 초등학교이다.

## 연혁
- 1946년 10월 11일 송남국민학교 설립인가
- 1967년 4월 1일 벽지학교(라급지) 지정
- 1973년 3월 1일 벽지학교 해제
- 1996년 3월 1일 송남초등학교로 개칭
- 1999년 9월 1일 폐교